# Liste der Kulturdenkmale in Krumstedt
In der Liste der Kulturdenkmale in Krumstedt sind alle Kulturdenkmale der schleswig-holsteinischen Gemeinde Krumstedt (Kreis Dithmarschen) aufgelistet (Stand: 14. April 2025).
Die Bodendenkmale sind in der Liste der Bodendenkmale in Krumstedt erfasst.

## Legende
In den Spalten befinden sich folgende Informationen:
- Objekt-ID: die Nummer des Kulturdenkmales
- Lage: die Adresse des Kulturdenkmales und die geographischen Koordinaten. Kartenansicht, um Koordinaten zu setzen. In der Kartenansicht sind Kulturdenkmale ohne Koordinaten mit einem roten Marker dargestellt und können in der Karte gesetzt werden. Kulturdenkmale ohne Bild sind mit einem blauen Marker gekennzeichnet, Kulturdenkmale mit Bild mit einem grünen Marker.
- Offizielle Bezeichnung: Bezeichnung des Kulturdenkmales
- Beschreibung: die Beschreibung des Kulturdenkmales
- Bild: ein Bild des Kulturdenkmales

## Bauliche Anlagen
| Objekt-ID     | Lage                                      | Offizielle Bezeichnung       | Beschreibung | Bild                             |
| ------------- | ----------------------------------------- | ---------------------------- | --- | -------------------------------- |
| 8285 Wikidata | Schulstraße 1 (54° 4′ 9″ N, 9° 10′ 48″ O) | Wohn- und Wirtschaftsgebäude | Wohn- und Wirtschaftsgebäude; um 1850; eingeschossiges Querdielenhaus mit reetgedecktem Halbwalmdach, Backsteinbau über Granitsockel, drei Toreinfahrten an der zur Straße liegenden Traufseite - Begründung: geschichtlich, städtebaulich - Schutzumfang: gesamtes Objekt - Denkmaltyp: Bauliche Anlage | weitere Fotos \| Fotos hochladen |

## Ehemalige Bauliche Anlagen
| Objekt-ID     | Lage                                       | Offizielle Bezeichnung | Beschreibung | Bild            |
| ------------- | ------------------------------------------ | ---------------------- | ------------ | --------------- |
| 8283 Wikidata | Mühlenstraße 7 (54° 4′ 9″ N, 9° 10′ 29″ O) | Windmühle „Anna“       |              | Fotos hochladen |

## Quelle
- Liste der Kulturdenkmale in Schleswig-Holstein – Kreis Dithmarschen (PDF)

- Karte mit allen Koordinaten:
- OSM |
- WikiMap